# Mezőszilas
Mezőszilas är en ort i Ungern.   Den ligger i provinsen Fejér, i den västra delen av landet, 90 km sydväst om huvudstaden Budapest. Mezőszilas ligger 124 meter över havet och antalet invånare är 2 309.

## Terräng och klimat
Terrängen runt Mezőszilas är platt, och sluttar österut. Runt Mezőszilas är det ganska tätbefolkat, med 108 invånare per kvadratkilometer. Närmaste större samhälle är Sárbogárd, 13,7 km nordost om Mezőszilas. Trakten runt Mezőszilas består till största delen av jordbruksmark.